# 베를린 국제 방송

베를린 국제 방송(Radio Berlin International, 약칭 RBI)은 독일 민주공화국(동독)의 국제 방송이었다. 1990년 독일의 재통일로 역사속으로 사라졌다. 전세계를 향해 3개 언어로 방송하였다.

## 방송 언어
- 영어
- 프랑스어
- 덴마크어

## 같이 보기
- 동독 라디오 방송